# Medaglia del difensore della Russia libera
La medaglia del difensore della Russia libera è un premio statale della Federazione Russa.

## Storia
La medaglia è stata istituita il 2 luglio 1992 ed è stata assegnata per la prima volta il 19 agosto 1992.

## Assegnazione
La medaglia è assegnata ai cittadini della Federazione Russa e ai cittadini stranieri e apolidi per il loro coraggio nel difendere l'ordine costituzionale nel corso del tentativo del colpo di Stato del 1991, e per meriti nell'attuazione della trasformazione democratica, delle riforme economiche e politiche, per il rafforzamento dello Stato russo, e per il contributo alla soluzione dei problemi nazionali.

## Insegne
- La  medaglia è in bronzo argentato. Sul dritto reca una croce diritta equilatera, al centro della croce vi è, in rilievo, san Giorgio a cavallo che uccide il drago. Sul braccio inferiore della croce troviamo la scritta, in rilievo, "21 agosto 1991" (Russo: "21. августа 1991 г" ). Tra le braccia incrociate, troviamo rami di quercia e di alloro che sporgono verso la circonferenza esterna. Il rovescio reca l'immagine della Casa Bianca dei Soviet di Russia del 1991, con barricate. Sotto l'immagine, la scritta rilievo su tre righe "Difensore della Russia libera" (Russo: "Защитнику свободной России"). Il numero di serie è inciso tra l'immagine delle barricate e l'iscrizione.
- Il  nastro è per metà azzurro mentre l'altra metà riprende il nastro dell'Ordine di San Giorgio.